# 三教珠英
《三教珠英》，是一部大型詩歌選集類書，編修武周時期，凡一千三百一十三卷。由張昌宗主持，聖曆二年（699年），武后詔學士四十七人修《三教珠英》，右補闕張說、定王府倉曹劉知幾、給事中徐彥伯皆在其中，人稱為“珠英學士”。珠英學士皆為詩人兼學者，在修書其間，“日夕談論，賦詩聚會”，是初唐後期規模最大的一個宮廷詩人群會，崔融編集他們所作詩，為《珠英學士集》五卷。
《三教珠英》完成之日，銀青光祿大夫張昌宗，賜爵為鄴國公。李维《诗史》云：“武后奖掖文学，引拔极众，始以北门诸学士，纂集群书，临制后，又有三教珠英之选，预修者，有员半千……诸人，集所赋诗，各顾爵里，以官班为次，而崔融为之序，惟《珠英学士集》已佚，不可考也。当时文人，以沈宋为杰出，每以丽词，邀女后欢喜，上官婉儿又为之染翰着色，朝野争羡，故一时化之。”
开成二年改为《海内珠英》。

## 珠英學士
- 徐彦伯、李峤、劉知幾、崔湜、张说、沈佺期、宋之问、阎朝隐、富嘉谟、乔侃、员半千、薛曜等。